# Mszaniec (obwód lwowski)
Mszaniec (ukr. Мшанець, Mszanec) – wieś w rejonie samborskim (do 2020 roku w rejonie starosamborskim) obwodu lwowskiego Ukrainy. Wieś liczy około 255 mieszkańców. Leży nad rzeką Mszanka. Jest częścią społeczności wiejskiej Strilkivska.
Pierwsza zachowana pisemna wzmianka o wsi pochodzi z 1446 roku.
Jest to najlepiej zbadana wieś pod względem historycznym i etnograficznym nie tylko na Ukrainie, ale także w całej Europie Środkowo-Wschodniej, głównie za sprawą działalności ks. Mychajła Zubryckiego, który pełnił tu funkcję pastora w latach 1883-1914 i łączył posługę proboszcza wiejskiego i osoby publicznej z rozległą pracą naukową dotyczącą historii, kultury i życia wsi oraz okolic, angażując w te badania Iwana Franko, Wołodymyra Hnatiuka, Hilariona Svientsitskyi, Khvedora Vovka, którzy odwiedzili Mszaniec w celu przeprowadzenia badań terenowych. O Mszańcu wspominali także historycy Mychajło Hruszewski i Bohdan Barwiński.
Obecnie (2022 r.) populacja wynosi de facto 170 osób (de jure 256 dorosłych).

## Geografia
Wieś położona w masywie Beskidów Górnodniestrzańskich (Karpaty), położona pod górą Magura-Limniańska. Położone jest wśród dużych lasów. Ksiądz Mychajło Zubrycki wspomniał, że „wciąż znajdują w ziemi gałęzie i szorstkie kłody”.
Sąsiednie wsie to Halówka, Ploske i Grozyova.
W pobliżu wsi znajduje się Narodowy Park Przyrodniczy Beskidów Królewskich i Regionalny Park Krajobrazowy Beskidów Górnodniestrskich.

## Historia

### Ruś Kijowskai Księstwo Galicyjsko-Wołyńskie
O istnieniu osady rosyjskiej w mieście Magura (sama wieś położona pod górą) wiadomo już w XI-XIII wieku.
Dane dotyczące okresu starożytnego mogły nie zostać zachowane ze względu na politykę okupacyjną państw będących właścicielami tych ziem od czasu upadku Rusi Kijowskiej i Księstwa Galicyjsko-Wołyńskiego. Ta część historii wymaga jeszcze dokładnych badań, ponieważ jest prawdopodobne, że jest znacznie starsza, niż oficjalnie wiadomo.
Niektórzy eksperci są przekonani, że starożytni ludzie pojawili się na terytorium Karpat i Karpat w epoce mezolitu (IX-IV tysiąclecia pne).
Wołodymyr Kobilnyk, współzałożyciel towarzystwa „Bojkowszczyzna”, badający historię osadnictwa w Karpatach, doszedł do następującego wniosku: w czasach książęcych przez Stary Sambor i Turku biegł starożytny szlak handlowy – Droga Ruska, a górzysta część Bojkowszczyny była już „gęsto zaludniona od VI-XIII w., a w XIV w. życie to raczej zanikło niż rozwinęło się” w wyniku najazdu mongolsko-tatarskiego. Karpacka wyprawa architektoniczno-archeologiczna Instytutu Nauk Społecznych Akademii Nauk Ukrainy pod przewodnictwem M. Rozhaka w latach 1978-1988 potwierdziła, że na długo przed pojawieniem się Polaków w górach, życie tu tętniło.

### W ramach państwa polskiego (XVI w. - 1772)
Obecnie zachowało się więcej informacji z czasów, gdy ziemie te wchodziły w skład państwa polskiego (wchodziły w skład tzw. „królestwa” czyli dóbr królewskich): "Wieś prawa wołoskiego, położona była w drugiej połowie XV wieku w ziemi przemyskiej województwa ruskiego". Pierwsza zachowana pisemna wzmianka o wsi Mszaniec pochodzi sto lat wcześniej – w 1446 r.
O. Zubrycki wspomina, że nie udało mu się odnaleźć dokumentów lokacyjnych wsi (zebrał i opisał dokumenty mieszkańców wsi z lat 1649-1872). Ale: „W najstarszym z opublikowanych opisów – lustracji z 1564 r. (M. Hruszewski, Źródła do dziejów Ukrainy-Rusi I, s. 231) Mszaniec pojawia się już jako stara osada prawicy wołoskiej, na 20 starożytnych ziemiach , do których później dodano trzy, z wyjątkiem dziedzińców Sołckiego i kościoła”.
Mychajło Hruszewski w „Kartach z dziejów ukraińsko-rosyjskiego duchowieństwa wiejskiego” opisuje akt z 15 października 1546 r. „Kor[olewa] Bona przyznaje Iwanowi parafię we wsi Mszantsi z banknotem 10 hrywien”.
Osadników przyciągało tzw. „prawo pasterskie” (lub „prawo pasterskie”), które dawało chłopom swobodne korzystanie z ziemi i pastwisk, pod władzą starszych publicznych (zwanych najpierw „książętami”, a następnie wójtami i saltisami), którzy płacili podatki do kasy królewskiej, wysyłali ludzi do wojska i mieli własny dwór. „Każdy przywilej lokacyjny wsi stawiał warunki. Sołtysi byli klasą pośrednią między szlachtą a chłopami”. Niektórzy historycy rumuńscy kojarzą prawo wołoskie z rumuńskim etnosem, jednak oczywiste jest, że byli to chrześcijanie wschodni i ich potomkowie w XIX wieku. były całkowicie ruskojęzyczne.
Frank Sysyn przytacza dane statystyczne z 1890 r. dotyczące mieszkańców powiatów starosambirskiego i turkowskiego, które posiadały najwyższy odsetek grekokatolików spośród wszystkich powiatów galicyjskich. W okręgu starosambirskim było 38 764 rodzimych użytkowników języka ukraińskiego (77,84% ogółu ludności), a w okręgu turkowskim 55 507 (88,83%). Etnograficznie ludność tych obszarów należy do „Bojkowie”. 
"Co prawda rząd polski, zakładając wsie górskie na prawie wołoskim, nie rozróżniał wojewódzkiego od solnego (advocatia vel sultetia), jednak w Mszance była różnica, dlatego ich świadectwa prezentowane są osobno. Na województwie byli szlachcice Steckowycz, Guzelowicz i Petrychkowycz, a na soltistwę polski Jankowski, który wszedł, a Wołoszczak, Dorosz, Butrym i Ditzman byli".
Z biegiem czasu Wiytowie i Sołtyowie zostali z prawnego punktu widzenia zasymilowani z polską szlachtą. Ziemie przyznane na ich utrzymanie Korona rozdawała różnym panom, którzy wprowadzili tu nieznane dotychczas panowanie. Tereny te jednak nigdy nie znały wielkich potentatów ani dużej własności gruntów, co zasadniczo odróżnia ten region od Podola. Tutaj, w przeciwieństwie do reszty Galicji, Polaków prawie nie było, a tutejsza drobna szlachta prawie nie została dotknięta kolonizacją, a bezwzględna większość mieszkańców posługiwała się gwarą bojkowską języka ukraińskiego i należała do Kościoła greckokatolickiego.
W czasach Rzeczypospolitej Obojga Narodów Mszaniec należał do państwa lipieckiego w gospodarce ziemi sambirskiej przemyskiej.
W inwentarzu z 1760 r. wspomina się, że gmina skarżyła się na Jmp. Piórkowskiego, wasala województwa, który zmusza ich do nietypowych prac, bije, wybiera niewłaściwych karbowników, obranych zas przez Jm. Pana Krajnika zrzuca, z pustych gleb (pol) wymaga sypkiego owsa. Ta sama społeczność skarżyła się, że J. Kr. M. przywłaszczał sobie grunty w innych wsiach, m.in. w Płosku, Bystromiu, Halówce, Grozowej. Administracja musi interweniować.

### Pod rządami Habsburgów (1772-1914)
Po przystąpieniu regionu do monarchii Habsburgów w 1772 r. zanikła praktyka wydawania tutejszych gruntów na własność, a wieś wraz z innymi przeszła pod kontrolę administracyjną Izby (państwowy zarząd majątkami królewskimi).
W 1782 roku Stetskiewiczowie (jedna z trzech gałęzi książęcego rodu Mszaniec Wojtów noszących herb „Sas”; pozostałe dwie – Guzylovych i Petrachkovich; rodziny te rozdzielone pod koniec XVI w.) potwierdziły swoją szlachectwo w sądzie w Przemyślu Grodnie. Są hodowane w Steck Medved (1599-1608).
Według danych mapy „Galizien und Lodomerien (1779–1783) – Pierwszy Przegląd Wojskowy” w Mszance znajdowały się wówczas co najmniej 3 młyny.
Drugą istotną zmianą w pierwszych latach panowania austriackiego było wprowadzenie poboru (poboru), który później odegrał ważną (daleko pozytywną) rolę w rozwoju społeczności wiejskich. Najwięcej o tym pisał ojciec. Mychajło Zubryckiego w artykule „Przyczyny historii poboru w Galicji od końca XVIII do połowy XIX wieku”.
Jednocześnie polityka kolonizacyjna cesarza Józefa II doprowadziła do znaczących zmian demograficznych. Ważnym czynnikiem było tutaj utworzenie kolonii niemieckiej w Bandrovie koło Mszańca, gdzie osiedlali się luteranie z terenów przylegających do Renu. Wspomina o nich i opisuje sposób budowania domów, uprawy roli itp. Iwana Franko w artykule „Wyprawa etnograficzna do Bojkowszczyzny”.
Generalnie jednak Galicja była najbardziej zacofanym regionem Austro-Węgier, a górskie wioski karpackie były biedne.
Główne zasadnicze zmiany nastąpiły pod koniec XIX wieku. Dotyczą one życia codziennego i sposobu zarabiania, a tym bardziej światopoglądu ludzi. Można je uznać za kryzys starej kultury i początek modernizacji.
Z punktu widzenia modernizacji gospodarczej Mszaniec i okoliczne wsie wprowadzane są do światowego systemu kapitalistycznego dwojako: poprzez eksploatację lokalnych zasobów naturalnych (lasy, a następnie ropa naftowa – produkty rolne miały niewielkie znaczenie dla gospodarki) oraz włączenie lokalnej ludności w światowy przemysłowy rynek pracy. Około 1900 r. rozpoczęła się masowa emigracja zarobkowa do USA, Kanady, a następnie Francji (głównie dzięki działalności oświatowej o. Mychajło Zubryckiego, który wykładał chłopom geografię i gospodarkę innych krajów, uzyskał globus do czytania Proświty) pokój, który założył). Duży dwukierunkowy przepływ ludności, zwłaszcza młodzieży, trwał do 1939 roku.
Mniej więcej w tym samym czasie modernizacja światopoglądu – penetracja nowych idei, a w szczególności nowoczesnej tożsamości narodowej – przybiera na sile. Pierwszym budowniczym regionu był Wasyl Sygin, chłop grozowski, barwna postać, popularnie zwana „Mnichem Syginem”. Gdzieś w latach 70. XIX w. odwiedził Poczajewa i wrócił ze stosem ksiąg w języku cerkiewno-słowiańskim i rosyjskim oraz rangą duchową, której oficjalne władze nie uznawały, gdyż Imperium Rosyjskie uznawano za państwo wrogie.
Sygin jako pierwszy zaczął uczyć dzieci umiejętności czytania i pisania w języku cerkiewno-słowiańskim, gdyż do tej pory ludność była niepiśmienna.

#### System podatkowy
Rząd nie znał poszczególnych osób, ale nałożył podatek na wszystkie 18 łanów i już we wsi podzielono, kto ma płacić i ile. Podatek pobierali wybrani przez lud celnicy i robili to w oryginalny sposób: za pomocą kija wyrzeźbionego w cztery twarze. Po jednej stronie była wyryta liczba prętów polnych, które posiadał każdy gospodarz, zaczynając od drugiego końca, od Lan. Jeśli ktoś oprócz prętów polnych miał łokcie, wybito je z przeciwnej strony w stosunku do prętów. Gdy gospodarz przyniósł podatek lub poszedł do swojej chaty, celnik spojrzał na laskę, ile prętów polnych miał gospodarz, i na tej podstawie obliczył wysokość podatku.
Tradycyjnie salti byli zobowiązani do płacenia specjalnego podatku na rzecz łacińskiego księdza w Samborze – meshne.

#### System sądów wspólnotowych
Ława przysięgłych próbowała we wspólnocie, później – dołączyli też ludzie. Bardzo rzadko sprawy docierały do wyższych władz. Co najważniejsze, wzięli w nim udział wszyscy, którzy chcieli przyjść na sąd. Później, w drugiej połowie XIX w. Powstał system, w którym viit zwoływał „radnych” przy pomocy ławnika (policjanta gminnego). Jednak nawet w tym przypadku system sądowy pozostał otwarty, ponieważ nawet ci, którzy nie należeli do „radnych”, mogli uczestniczyć i, co najważniejsze, wpływać na decyzję. Jak ktoś „opóźnił proces”, wezwał winowajcę „przed ludem”. Gdy jeden gospodarz oskarżył drugiego o jakiś nieuczciwy czyn, urażony poszedł ze skargą do viita, a ten wezwał ludzi za pośrednictwem ławnika (policjanta gminnego). Gdy ludzie się zebrali, powód wyjął 5 złotych Ryny, czyli 10 lub 20, położył na stole i powiedział: „Moja piątka, niech dziesiątka zniknie, jeśli udowodnią, że to jest prawda o mnie!” Pozwany miał obowiązek udowodnić podniesione zarzuty; jeśli to udowodnił, wówczas zdeponowane pieniądze przepadły, jeśli nie - pozwany zapłacił tę samą kwotę, którą powód położył na stole.

### Epoka księdza Mychajła Zubryckiego (1883-1914)
W latach 1883–1914 wybitny naukowiec i ksiądz ks. Mychajło Zubrycki. Równolegle z badaniem różnych aspektów życia, kultury duchowej i materialnej Bojków, ze wszystkich sił, celowo i wytrwale, pracował nad poprawą sytuacji polityczno-prawnej, ekonomicznej, oświatowej i kulturalnej chłopów. Jego wieloletnia kolosalna praca przebiegała według znanego w historiografii scenariusza: powołanie szkoły z wykładowym językiem ukraińskim i czytelnią „Proswit”, zorganizowanie spółdzielczości, umiejętna walka z pijaństwem jako zjawiskiem i zjawiskiem zajazd itp.
Naukowiec stale dbał o wprowadzenie w tym regionie zaawansowanych form gospodarowania: racjonalnego systemu uprawy ziemi i płodozmianu, hodowli najlepszych ras bydła i koni, zakładania handlu spółdzielczego, rozpowszechniania nowych rzemiosł itp. Stale chronił chłopów przed samowolą większych i mniejszych biurokratów, wyjaśniał im obowiązujące ustawodawstwo, pisał apele, prośby i protesty, co pomogło kilkunastu Werchowynie uniknąć niezasłużonej kary lub szkód materialnych.
28 lutego 1892 roku udało mu się otworzyć w Mszance czytelnię „Proświty” i sam prowadził w niej różną działalność. Dbał także o poprawę oświaty w innych górskich wsiach. Walczył z pijaństwem, dla wielu stał się „wrogiem”, ale praktycznie otrzeźwił wieś.
Zubrycki uczynił Mszaniec pierwszą „świadomą” ukraińską wsią w okolicy. Inne wsie osiągnęły ten poziom świadomości później, w latach 20. i 30. XX wieku.
Prowadził aktywną kampanię antypiłową, faktycznie otrzeźwiał wieś, przez co narobił sobie wrogów - miejscowych Żydów-szinkarów.
W 1894 r. Zubrycki utrzymywał, że ludzie przestają sprzedawać pola (wręcz przeciwnie, ci, którzy mają fundusze, starają się kupować więcej), przestają chodzić na kolędy i biesiady jak dawniej, zabierają tylko 2-4 drużbów (wcześniej brano dwudziestu). do kościoła i podobno wszyscy byli częstowani wódką), na obiadach, weselach i pogrzebach, a połowa nie pije już tyle wódki, co wcześniej.
W 1897 r. Zubrycki może się pochwalić, że w Mszance w celu agitacji politycznej i społecznej zebrało się 500 uczestników z okolicznych wsi z trzech powiatów, a sama wieś jako pierwsza w powiecie starosambirskim przyjęła ukraiński jako język komunikacji z władzami powiatu.
Dzięki działalności proboszcza, na przełomie lat 20. i 30. XX w. w Mshantsi mocno stanęło na nogi stowarzyszenie „Sicz”, którego aktywnymi członkami byli Kyryło Piznak (ojciec represjonowanego artysty z Mshantsi Grigorij Piznak), jego brat Fedir, Hryhoriy Hrytsuna.

#### Czytelnia „Prosvity” w Mszance
28 lutego 1892 roku w Mszance uroczyście otwarto czytelnię „Oświecenie”, która początkowo mieściła się bezpłatnie w „jiźbie” (sklepie) Omelyana Demyanowskiego, sąsiada ks. Mychajło
Po 15 latach, w 1907 roku, zakończono budowę Domu Ludowego, do którego przeniesiono także Czytelnię.
Członkowie czytelni zbierali się w niedzielne i świąteczne wieczory, a także w sobotnie wieczory i przed wakacjami, ponownie czytali książki i czasopisma (często wiadomości lub artykuły czytał im o. Zubrycki, a później jego młodszy syn Petro Zubrytski), a następnie omawiali różne aktualne sprawy publiczne, śpiewali pieśni pobożne i świeckie. W dni powszednie często przychodzili ludzie samotni, zabierając i rozdając książki.
Otworzenie czytelni nie było łatwe, gdyż mieszkańców wioski celowo zastraszano wysokimi składkami członkowskimi i podobnymi kłamstwami. Założycielami było 35 osób, które przekazały po 50 koron każda (w sumie 14 otrzymało 50 koron). W następnym roku dołączyło kolejnych 20 mężczyzn, ale składka członkowska została obniżona do 30 kr. Tylko 43 z 55 płaciło składkę członkowską, zatem już drugi rok czytelnia miała dochód w wysokości 12 zł. 40 kr.
Główne wydatki przez dwa lata poszły na prenumeratę czasopism („Batkiwszczyna”, „Chipalnya”, „Dobri Rady”, „Biblioteka dlya zhulidzhi” z Czerniowiec, „Posłannyk”) oraz zakup książek („Książki misyjne”), jak oraz dwa kalendarze z "Posłańca" i mapa Rosji-Ukrainy.
Do 1910 r. liczba oficjalnych członków praktycznie nie wzrosła, ale osoby niebędące członkami miały swobodny wstęp do czytelni. Sprawozdanie za rok 1910 jest ostatnim zachowanym w archiwach wydziału centralnego „Oświecenia”, podaje liczbę członków – 103 mężczyzn, w tym 73 piśmiennych, 28 niepiśmiennych.
W czytelni znajdowała się także mapa Rosji i Ukrainy, a w 1989 r. ks. Zubrytsky kupił globus w celu wizualnego wyjaśnienia położenia geograficznego różnych krajów i stosunków gospodarczych.
Do najpopularniejszych książek należały: „Bohdan Chmielnicki”, „Abraham Lincoln”, „Opowieści staroruskie”, „Obraz honoru”, „Brazyjski Garazd”, „Przesądy i wróżby”, „Kobzar”, „Talmud”, „Robinson Crusoe”, „Rosyjski czytelnik”, „Nasz złoczyńca” i wiele innych. Od chwili założenia do 1908 r. liczba ksiąg znajdujących się w bibliotece wiejskiej stale rosła z 48 do 230 egzemplarzy. Natomiast sprawozdania za lata 1909 i 1910 podają mniejszą liczbę – odpowiednio 137 i 130. Nie jest jasne, dlaczego tak się stało. Do najczytelniejszych (według zachowanych przekazów) w 1904 r. należało 350 ksiąg.
Jak podają dawni ludzie, fundamenty pod budynek „Prosvity” położył ks. Zubrytskyi wraz z Iwanem Franko.
Istnieją wzmianki lokalnych mieszkańców o grupie teatralnej z Mszańca z XX wieku, która wystawiała przedstawienia zarówno w miejscowym budynku „Prosvity”, jak i w pobliskich wsiach.

#### Sklep ruski (sklep spółdzielczy przy Prosvicie)
Został założony 4 kwietnia 1892 roku. Mieścił się w domu właściciela ziemskiego Omeliana Demyanowskiego, a opiekował się nim jego syn Aleksander. Dzięki jego wysiłkom i poświęceniu już w pierwszym roku obroty sklepu podwoiły się (za swoją pracę pobierał minimalną opłatę – 10 złotych Rynów).
Wszystko zaczęło się od tego, że 16 członków przekazało po 5 złotych rynów każdy, za co zakupili potrzebne we wsi towary: skóry dla pieszych, oliwę, smary, cukier, pieprz, mydło, przybory szkolne. Starostwo Cesarsko-Królewskie na Starym Mieście (Starym Samborze) nadało czytelni ładującej kartę przemysłową na sprzedaż towarów mieszanych soli i oliwy.
W pierwszym roku członkowie nie czerpali zysku, lecz pozostawiali go w obiegu na rok następny. W 1983 roku do grona członków sklepu dołączyło kolejnych 20 nowych osób: siedmiu zainwestowało po 10 złotych Rynów, a trzynaście po 5 złotych Rynów. Zatem łączna liczba w drugim roku wyniosła 295 złotych rysh.
Poszerzono asortyment: zakupiliśmy wyroby żelazne - kilofy, dłuta, wiertła, siekiery, szydła, szydła, igły, nożyczki wiedeńskiej firmy M. Ortony et Comp., szwajcarskie chusteczki wiedeńskiej firmy Carl Nachmas, płótno z Llorenzy w Dych w Czechach, a także zwiększył zakupy towarów w „Narodnej tradari” w Samborze.
Również Dyrekcja Skarbowa Obwodu Cesarsko-Królewskiego w Samborze wydała ruch drogowy (koncesję na sprzedaż wyrobów tytoniowych) w imieniu kierownika czytelni pod patronatem Aleksandra Demyanowskiego. Roczny czynsz za ruch wynosił 2 złote ryny 50 koron.
Sklep stał się przeszkodą dla miejscowych Żydów, którzy pobierali wysokie marże od różnych towarów, w dodatku sprzedawali je nielegalnie, bez kart przemysłowych i uprawnień do sprzedaży wyrobów tytoniowych.

#### Pierwsza kompleksowa wyprawa naukowa ukraińskich etnografów do Bojkowszczyzny (1904)
W 1904 r. w Mszaniec rozpoczęła się pierwsza kompleksowa wyprawa naukowa ukraińskich etnografów dr Iwana Franki, profesora Fiodora Wowki z Paryża i Zenona Kuzela, studenta Uniwersytetu Wiedeńskiego, którzy spędzili we wsi 10 dni, fotografując i zbierając informacje etnograficzne materiał. Inicjatorem wyprawy był austriacki profesor i kustosz działu etnograficzno-antropologicznego Muzeum Historii Naturalnej (Naturhistorischen Museum) Michael Haberlandt, który zapłacił 400 koron na pokrycie kosztów podróży i zakupu eksponatów dla muzeum.
Specjalnie na tę wyprawę jej uczestnicy kupili w Wiedniu „mały, ale dobry aparat fotograficzny z Hertzem najnowszego wydania, który później bardzo dobrze nam służył w drodze”. W trakcie wyprawy wykonano pomiary antropologiczne pierwszej rodziny ks. Zmierzono także Zubryckiego i samego Iwana Franko. W 1905 roku w niemieckojęzycznym czasopiśmie „Zeitschrift für österreichische Volkskunde” Iwan Franko złożył relację z tej wyprawy w artykule „Etnograficzna wyprawa do Bojkowszczyzny”.

#### Etnograficzne badania terenowe i wizyty naukowców
Wołodymyr Hnatiuk, sekretarz NTSz i znany folklorysta, osobiście zaproszony przez ks. Zubryckiego, powołując się na fakt, że jako osoba uduchowiona mieszkańcy Mszańska wstydzą się opowiadać mu „tłuste historie”.
Wiosną 1913 roku Mychajło Zubrycki zakupił w Bojkowszczyźnie 78 przedmiotów – narzędzi do obróbki lnu, konopi i tkactwa sukna – i przekazał je Muzeum Narodowej Akademii Nauk we Lwowie (część „Kronika Narodowej Akademii Nauk” 55).
Mszaniec odwiedził także dyrektor Muzeum Narodowego we Lwowie Iljarion Świentsicki, który przywiózł z kościoła do muzeum kilka starych obrazów.

### Pierwsza wojna światowa (1914-1917)
Pierwsza wojna światowa zadała ciężki cios tradycyjnej społeczności wiejskiej i kulturze. Dorosła ludność męska z okolicznych wsi została w pełni zmobilizowana do armii austriackiej (gdzie wykorzystywano ją głównie jako mięso armatnie, najpierw na froncie serbskim, potem włoskim). Warto dodać, że w zamian Mszaniec przekazał pewną liczbę ochotników do formowania ukraińskich strzelców siczowych.
Same wsie (głównie kobiety, dzieci, starcy) po straszliwych walkach na Magurze znalazły się pod okupacją rosyjską i przez prawie pół roku stacjonowali tam Kozacy Dońscy i część słynnej „Dzikiej Dywizji” górali kaukaskich. Koniec wojny przyniósł upadek tradycyjnej władzy monarchicznej.
W „Archiwum Łopuszanskiego” znaleźliśmy zezwolenie nr 273556 z dnia 10 listopada 1916 r. na otwarcie młynów gospodarczych, w szczególności związku Mendl Wolf & Pearl Hirthali w Mshants.[4]
W wojnie polsko-ukraińskiej o Galicję mieszkańcy Mszańca byli ochotnikami Ukraińskiej Armii Galicyjskiej.

### Pod panowaniem polskim (1920-1939)
Polskie rządy nieco przyspieszyły modernizację gospodarczą (zwłaszcza rozwój przemysłu naftowego), choć nie przyniosły zasadniczych zmian w życiu i życiu codziennym. Zamiast tego zakończyła, jakkolwiek paradoksalnie to brzmi, proces kształtowania się współczesnej ukraińskiej tożsamości. Poruszono kwestię narodową, nawet „najciemniejszy” (w słownictwie galicyjskim) chłop czuł, że nie należy do narodu polskiego.
Co więcej, w Polsce rozwinął się system szkolnictwa, a młodzież stała się niemal całkowicie piśmienna. Szkoły miały za zadanie zaszczepiać identyfikację z narodem polskim, a przynajmniej lojalność wobec państwa polskiego, ale w rzeczywistości działały w odwrotnym kierunku.
Drugą, ściśle związaną z pierwszą, poważną zmianą pod rządami Polski było upolitycznienie społeczeństwa, zwłaszcza młodzieży. Jeśli mówimy wyłącznie o Mszanetach, to proces tutaj rozpoczął się jeszcze zanim ks. Zubryckiego, który odegrał w tym kluczową rolę. Jednak szeroka działalność polityczna (głównie pod wpływem Mszańca) na okolicznych terenach rozwinęła się w latach dwudziestych XX wieku.
Andrij Wołoszczak, uczeń Zubryckiego, student, prawnik, został ranny w pierwszej bitwie I wojny światowej i stracił wzrok. Mimo to zdobył drugie wykształcenie wyższe, zarabiał na życie jako poeta-pisarz. Ale nie tylko: fascynowały go idee komunizmu, które szerzył wśród młodzieży Mszańca i uczniów gimnazjum w Peremysku, gdzie uczył i gdzie uczyli się chłopcy z pobliskich wsi. Dzięki jego władzy w Mszance powstała silna organizacja komunistyczna. W pozostałych wioskach komunistów było mniej, a głównymi w nich działaczami byli ludzie, którzy nawrócili się na komunizm, zarabiając we Francji i Kanadzie. Należy w tym miejscu podkreślić, że ówcześni komuniści zachodnio-ukraińscy mieli wyraźną orientację „narodową”, widzieli w sowieckiej Ukrainie spełnienie narodowych aspiracji narodu ukraińskiego.
W 1921 r. liczył około 1009 mieszkańców. 
W 1933 r. we wsi wybuchł duży pożar, który strawił 35 podwórek. Prawdopodobnie w pożarze tym uszkodzony został także budynek czytelni „Prosvity” i „Sklepu Związku Rosyjskiego”, na którego odbudowę zebrano fundusze od diaspory Mszaniec w USA.
W 1937 roku we wsi Święta Misja Zakonników Redemptorystów Ks. Van de Male i błogosławiony ks. Zenona Kovalika. Wieś należała wówczas do dekanatu Żukotyń eparchii przemyskiej.
Choć komunizm był pierwszym zorganizowanym ruchem politycznym na tych terenach, z biegiem czasu został zepchnięty na dalszy plan przez inną potężną siłę polityczną – Organizację Ukraińskich Nacjonalistów (OUN). Wpływy OUN przenikały głównie przez młodzież: działaczami byli synowie księży skierowani do pobliskich wsi lub miejscowi chłopcy, którzy uczyli się w gimnazjach i innych ośrodkach oświatowych Galicji. Jak powszechnie wiadomo, nacjonalizm zdobył niemal całkowitą władzę nad poglądami ukraińskich studentów w latach 30. Tutaj OUN skupiła się na propagandzie i tworzeniu podziemnych struktur zdolnych do zorganizowanego działania. Warto zauważyć, że wieś nie dawała zbyt wiele miejsca na praktykę rewolucyjną ani nacjonalistom, ani komunistom, więc obaj oczekiwali dużych zmian z zewnątrz.
Przed II wojną światową należały do powiatu starosamborskiego w województwie lwowskim.

### II wojna światowa (1939-1945)
Rok 1939 zapoczątkował katastrofalną dekadę, podczas której zawaliły się fundamenty tradycyjnej kultury. W tym okresie znikają mniejszości zamieszkujące wsie przez długi czas, pozostaje monolityczna ludność ukraińska. Nadejście władzy sowieckiej wywołało uniesienie wśród komunistów, ale także niekomuniści przyjęli je z nadzieją na możliwe zmiany w planie gospodarczym i narodowym. Lokalni komuniści stawali się szefami rad wiejskich i kołchozów, pod nadzorem mas przyjezdnych kadr partyjnych – wojskowych, pracowników ochrony, nauczycieli itp., głównie z Ukrainy Środkowej i Wschodniej. Demontaże i represje, które zadały straszliwy cios elicie wiejskiej, spowodowały wzrost radykalnych nastrojów antyradzieckich wśród dużej części społeczeństwa.
W 1940 roku, zgodnie z umową między Związkiem Radzieckim a III Rzeszą, w ciągu jednego dnia zniknęła duża kolonia niemiecka w Bandrovie, jej mieszkańcy przenieśli się na przyłączone do Niemiec ziemie zachodniopolskie (choć nie przebywali tam długo – do 1945 roku). ).
Podczas ofensywy niemieckiej w czerwcu 1941 r. zdarzały się przypadki linczów miejscowych chłopów na komunistów. Cyganie także bardzo cierpieli. Później na rozkaz Niemców zorganizowano miejscowych Żydów i wywieziono ich. Warto zaznaczyć, że na początku wojny nie było tu spontanicznych akcji antyżydowskich, jak w miastach. Tam Żydzi stali się ofiarami fatalnej kolaboracji między nimi a gminą, zaś na wsiach wszyscy komuniści byli „swoimi”, Ukraińcami.
Instytucje sowieckie rozpadły się, a władzę na wsiach przejęły te z bogatszych krajów, którym oszczędzono represji sowieckich. Niemiecka polityka okupacyjna była stosunkowo łagodna wobec galicyjskich Ukraińców, a największym obciążeniem dla okolicznych wsi było dostarczanie kontyngentów siły roboczej dla rolnictwa i przemysłu Rzeszy.
Politycznie dominowała OUN, choć była wówczas podzielona: w Mychniwce działała silna organizacja Melnyka, a w Mszance – organizacja Bandera. Ludność Melnyk prowadziła politykę infiltracji instytucji publicznych, ludność Bandery kładła nacisk na działalność konspiracyjną, w tym tworzenie formacji UPA.
W latach 40. i 50. w Mszance działała jedna z najbardziej wpływowych gałęzi Organizacji Stepana Bandery. Kiedy powstała UPA, w jej szeregi wstąpiło wielu mieszkańców Mszańska, co najmniej 60 z nich zginęło w walce z Polakami, Niemcami i Rosjanami.
Wraz z nadejściem wojsk radzieckich w 1944 r. rozpoczęła się emigracja rodzin represjonowanych i działaczy-mieszkańców Melnyka. Miejscowa ludność Bandery przyjęła rozkaz swojej organizacji, aby stawić opór sowieckiej ofensywie. Tak rozpoczęła się kilkuletnia walka powstańcza. Życie w nim oddała znaczna część miejscowej młodzieży. Wiele rodzin wiejskich zostało deportowanych. Miejscowa ludność, która przeżyła ciężką traumę, została włączona do systemu sowieckiego.

### Pod okupacją sowiecką (1950–1991)
W 1951 roku, w związku z wymianą terytoriów między Związkiem Radzieckim a Polską (okręg Ustrysky z ropą został wymieniony na okręg Czerwonogradski z węglem), ten mały świat podzielił się na pół, a jego połowa zniknęła. Mieszkańcy zachodniej części Mszańca (wieś Zawadka), Mychniowca, Bandrowa zostali przesiedleni do obwodów odeskiego i mikołajowskiego (w byłych koloniach niemieckich); Polaków chętnych do osiedlenia się w górach nie było zbyt wielu, na jakiś czas dołączyła do nich grupa greckich uchodźców komunistycznych. Mszaniec, Halówka, Vytsiv i Grozyova znaleźli się w ślepym zaułku – w skrajnie zmilitaryzowanym pasie granicznym.
Wasyl Słobodian nazywa granicę z Polską „żelazną kurtyną z płotem i zaoranym pasem”.
Umocnienie się władzy sowieckiej we wsi nastąpiło dzięki brutalnym represjom wobec ludności cywilnej. Przykładowo jeden z „zwykłych” przypadków: rodzinę Marii Stepaniwnej Kuchak i brata jej męża Mafteja Maksymowicza Kuczaka wraz z rodziną wysiedlono na Syberię z trzech powodów – mieszkali w tym samym domu, który był pokryty blachą (znak majątku - „kurkulstva”), wspólnie zbudowali własny młyn wodny (drugi znak „Kurkulstva”), ich siostra Maria była w UPA. „Załadowali rodzinę do otwartych samochodów, mimo że w domu była rodząca kobieta, a nowonarodzony syn Mychajło był już zarejestrowany jako urodzony na Syberii”.
Około roku 1960 sytuacja uległa poprawie. Oprócz kołchozów (które, biorąc pod uwagę lokalne warunki rolnicze, dawały możliwość jedynie skromnej egzystencji), utworzono szereg państwowych gospodarstw zajmujących się eksploatacją zasobów leśnych, m.in. w Mszance. Przeprowadzono także elektryfikację. Szkoły, zwłaszcza w Mszaniecku, działały pomyślnie, a wielu miejscowej młodzieży zdobywało wyższe wykształcenie. Później osoby te znalazły pracę w miastach Ukrainy i całego Związku Radzieckiego.
Z czysto materialnego punktu widzenia lata 60. i 80. XX w. były dla tych wsi okresem największego rozkwitu w całej ich historii. Może się to jednak okazać złudzeniem, gdyż do tej pory nikt nie zbadał dokładnie stanu majątkowego chłopów za czasów Zubryckiego i po nim, ani nie porównał go z podobnym w czasach unii.
Według „Dziejów miast i wsi Ukraińskiej SRR” (1968) we wsi mieszkało 812 osób. Wsie Halówka i Ploske podlegały radzie wiejskiej Mszańca. We wsi znajduje się PGR „Prykordonnyk”; jest młyn, kuźnia. Kierunkiem gospodarki jest hodowla lnu i zwierząt. W szkole średniej zorganizowana jest macierzysta uczelnia, działa klub, biblioteka; znajduje się szpital na 25 łóżek, warsztaty przydomowe. W okresie powojennym wybudowano 60 budynków mieszkalnych.
W latach pięćdziesiątych i siedemdziesiątych mieszkańcy Mszan wykopali 3 duże stawy (tzw. „stawy Mszańca”), które służyły za lodówki: zimą ścinali lód i przechowywali go w dużej piwnicy, gdzie przechowywano mleko lato. Lód służył jako naturalna lodówka. Dziś można tu łowić ryby i odpoczywać na łonie natury.

### Niepodległość (1991-nadal)
Na początku lat 90. system totalitarny wyczerpał wszystkie swoje zasoby i Związek Radziecki upadł. Chłopi entuzjastycznie wspierali niepodległość Ukrainy. Zarówno w sferze administracyjnej, jak i gospodarczej, system komunistyczny upadł tu bardzo szybko.
4 września nad kopułą Rady Najwyższej Ukrainy zawieszono pierwszą niebiesko-żółtą flagę. Flaga ta należała do mieszkańca wsi. Mszanet do Mychajło Naginy.
Jednak w wyniku licznych procesów o charakterze globalnym, ogólnoukraińskim i lokalnym, które należy rozpatrywać bezstronnie w perspektywie historiograficznej, w ciągu ostatnich 30 lat pobliskie wsie znalazły się na skraju wyginięcia: wyjazd wielu młodych rodzin, rozbitych infrastruktura, zamykanie szkół, gwałtowny spadek liczby ludności (dla porównania: jeśli w latach 80. XX w. w szkole Mszaniec uczyło się 600-700 uczniów, to w latach 20. XX w. we wsi pozostało 5 uczniów, ogółem 140 mieszkańców).

#### Walka o drogę Strelka-Mszaniec („Bojkowski Majdan”)
Droga ze Strilky do Mszanca C141704 ma długość 18 km i łączy 11 przygranicznych wsi: Hwozdiec, Hołowiecko, Babinu, Wyciw, Hrozjową, Rypjanę, Dnistrik, Smereczku, Płoske, Mszaniec i Halówkę. Przez kilkadziesiąt lat była w stanie awarii, co spowodowało gospodarczy upadek regionu i społeczną katastrofę.
Na początku 2018 roku ksiądz z Mszanca z Ukraińskiego Kościoła Greckokatolickiego przyniósł zbiorowe pismo inicjatywnej grupy z podpisami miejscowych mieszkańców do deputowanego okręgu jednomandatowego w Kijowie, jednocześnie składając skargi na gorących liniach obwodowych i rządowych. Niestety, nie przyniosło to rezultatów.
W związku z tym 17 czerwca 2018 roku ksiądz wraz z lokalnymi dziećmi wydał satyryczny muzyczny teledysk "Vasya, dawaj wiosło! Jak uczniowie płyną do domu...", opowiadający o tym, jak wracając do domu, uczniowie muszą przeprawiać się przez ogromną kalużę na drodze. Dzień później przyjechali dziennikarze kanałów telewizyjnych "1+1" i "NTA" i nakręcili swoje reportaże na temat stanu drogi. Latem wyremontowano 1 km drogi.
Rok 2019 rozpoczął się gorąco - wybory prezydenckie. 20 marca ujrzała światło dzienne parodia megapopularnego wówczas hitu "Płakała" zespołu "Kazka" - "Płakała: Baśń na drodze", która stała się informacyjną "bombą", prawdziwą sensacją, zdobywając ponad 3 miliony wyświetleń we wszystkich mediach społecznościowych.
"Skarżący", który przyjeżdża z opóźnieniem, "Straż pożarna", która bierze pół kilometra do pożaru, "Chleb", który przewraca się z towarem w rowie, "Autodor", który łata dziury błotem z rzeki - to nie wymysł autora, ale poetycko opiewana rzeczywistość życia w tych wsiach... "Tu wszyscy płakali..."
Wzmianka w piosence o wszystkich urzędnikach, począwszy od lokalnych, a skończywszy na ówczesnym prezydencie Ukrainy, Petro Poroszenko, wywołała szturm uwagi dziennikarskiej. Do Mszany przyjechały ekipy wszystkich krajowych i lwowskich stacji telewizyjnych.
Wraz z teledyskiem rozpoczęła się kampania zbierania podpisów pod dwiema petycjami elektronicznymi dotyczącymi "Kapitalnego remontu drogi samochodowej Strilky-Mshanets C141704" - do Rady Ministrów Ukrainy i obwodowej rady lwowskiej.
Ówczesny premier Ukrainy Wołodymyr Hrojsman w bezpośrednim przekazie prosił o cierpliwość, aż rząd zajmie się drogami wiejskimi.
Wybory odbyły się burzliwie, nowym prezydentem Ukrainy został Wołodymyr Zełenski, który mianował również nowego lidera obwodu lwowskiego. Ale sytuacja z drogą pozostała taka sama, wysiłki grupy inicjatywnej, aby dostać się na spotkanie z szefem Lwowskiej Obwodowej Administracji Państwowej, poszły na marne.
"Od czego zaczyna się droga?" to kolejny film z udziałem dzieci i księdza, który zwraca uwagę na kolejny problem - fatalną pracę równiarek, które "wyrównują" drogę, tworząc duże garby z gliny przed rynną, co uniemożliwia odprowadzanie wody z drogi. Takie "prace" często były wykonywane pod wpływem alkoholu, z podniesioną łopatą, która tylko lekko "zagładzała" powierzchnię drogi...
Mimo ogólnoukraińskiego rezonansu i obietnic różnych szczebli urzędniczych, na kapitalny remont drogi Strilky-Mshanets w 2019 roku przewidziano 0 hrywien 0 kopiejek. To spowodowało uzasadnione oburzenie mieszkańców wsi, dlatego 29 września, zgodnie z wezwaniem miejscowego księdza UGCC i grupy inicjatywnej, wyszli na pierwszy pokojowy protest na trasie międzynarodowej Lviv-Uzhgorod w miejscowości Lopushanka-Khomyne. Akcja trwała nieprzerwanie przez 3 dni. Rozpoczął się proces opracowywania projektowej i kosztorysowej dokumentacji na 13 km tej drogi.
14 lutego 2020 roku Prezydent Ukrainy ogłosił ambitny program "Wielki budowniczy: połączyć kraj". Tego samego dnia urzędnicy z Lwowa poinformowali grupę inicjatywną, że ta program nie dotyczy naszych wsi ani drogi Strilky-Mshanets, która spełniała wszystkie jego kryteria: łączyła połowę wsi w terytorialnej gminie Strilky z przychodnią, szkołą, centrum społeczności, itp. Próby dotarcia do nowego lidera obwodu lwowskiego przez pół roku okazały się bezowocne: wszystkie oficjalne ścieżki dla grupy inicjatywnej były zamknięte…
"W Karpatach wiosna - zazieleniała, ale nasza sprawa dalej utknęła..." - krzyk z teledysku "Kwarantanna forever". 2020 rok był rokiem nievudzianych dotąd ograniczeń kwarantanny na całym świecie. Ale w naszych wsiach te ograniczenia nie odczuciły się w żadny sposób, de facto "kwarantanna" trwała tu kilkadziesiąt lat: gdy padał deszcz - droga była zalana, a w słoneczną pogodę - duszono się od kurzu, możliwości poruszania się były bardzo ograniczone... Wówczas dzieci z Halivka nakręciły rzeczywiste wideo, jak sadzili ziemniaka na drodze (plony zebrali po kilku miesiącach, gdy się dojrzeł). Obietnica urzędników o naprawie pierwszych 4 km drogi okazała się pustosłowna, zatwierdzenie dokumentacji projektowej i kosztorysowej na 13 km drogi zostało przesunięte na koniec grudnia 2020 roku, co oznaczało niemożność przeprowadzenia jakiejkolwiek naprawy w tym roku…
W 2020 roku na remonty dróg na terenie obwodu lwowskiego z różnych źródeł przeznaczono rekordową kwotę 5 miliardów 122 milionów hrywien, co na przykład jest o 2,5 raza więcej niż w 2018 roku. Aby pokryć jedną warstwą asfaltu 17 km drogi Strilky-Mshanets, potrzebne było 148 milionów hrywien (2,9% ogólnej sumy). Jednak odpowiedzi dla grupy inicjatywnej były identyczne jak w poprzednich latach: "Nie ma środków, poczekajcie do następnego roku".
W czerwcu społeczność zrozumiała, że zatwierdzenie dokumentacji projektowej i kosztorysowej (DPiK), która de facto była już gotowa, celowo przeciągają do końca roku, aby nie rozpoczynać remontu. Ponieważ wszystkie inne środki zostały zużyte, pozostała ostatnia możliwość - druga pokojowa akcja protestu, która rozpoczęła się 17 czerwca i (bez uwzględnienia dni wolnych) trwała nieprzerwanie przez 4 dni. Zatwierdzono DPiK, ale środki zostały przeznaczone na remont... 600 metrów drogi!
13 lipca na trasie Lwów-Użhorod w Striłkach rozpoczęła się ostatnia akcja protestacyjna, która trwała nieprzerwanie przez 5 dni. Wtedy ksiądz UKG Roman Hrom i trzy parafianki z Mszanca – Hanna Gudz, Oksana Paraszcak i Nadia Jaworska – ogłosili akcję głodową do rozwiązania problemu (głodowali niepełne 4 doby). "Wojownicy dobra, wojownicy światła – ludzie w wsi chcą godnie żyć!" – słowa z muzycznego wideo-zwrócenia do Prezydenta Ukrainy, które stało się nieoficjalnym hymnem "Akcji godności na drodze" lub "Bojkowskiego Majdanu"...
Obrót szefa regionu doprowadził do najostrzejszej fazy konfliktu: zniknięcie policjantów, którzy zgodnie z prawem ochraniali pokojową akcję protestacyjną, i ich zastąpienie nowo wybranymi, powołania aktywistów do sądu, "tityszki" i wysłane prowokacje, napaści na uczestników protestu na przejściu dla pieszych, próby "starcia" między uczestnikami akcji a kierowcami, blokowanie drogi ciężarówkami, podburzanie do bójek - te i inne prowokacje mieszkańcy wsi godnie znosili, nie dając żadnego powodu do siłowego rozpędzenia akcji.
Wsparcie ukraińskiej i światowej społeczności, która obserwowała wydarzenia na żywo, prowadzone przez chłopców-szkolaków na Facebooku, ostatecznie skłoniło władze do podpisania memorandum z społecznością i przyznania niezbędnych funduszy.
Wynik: podpisane memorandum, przeprowadzony przetarg, przyznane środki na remont drogi Striłki-Mszaniec. W roku 2020 – połowa drogi Strilky-Mshanets była pokryta asfaltem, a już w 2021 roku – prawie cała droga została pokryta jednowarstwową nawierzchnią asfaltową. Układanie drugiej warstwy asfaltu przerwało pełnoskalowe inwazję rosji 24 lutego 2022 roku.

#### W ramachhromady Striłky(2020 - do chwili obecnej)
W 2023 roku wieś dołączyła do sieci szlaków historyczno-turystycznych „BojkoMandry”, która powstaje przy wsparciu Ukraińskiej Fundacji Kulturalnej i Striłkowskiej Wspólnoty Terytorialnej.

## Ważniejsze obiekty
- Cerkiew Narodzenia Matki Boskiej w Mszańcu – cerkiew greckokatolicka z 1762 r.